# Nichole Galicia
Nichole Galicia, née à Panama le 27 mars 1975, aussi connue comme Nichole Robinson et Nichole Mercedes Robinson, est un mannequin et une actrice américaine d'origine panaméenne.

## Biographie
Nichole Robinson naît à Panama City mais grandit à New York où elle entame son métier de mannequin, qu'elle exerce aussi bien en Amérique qu'en Europe[réf. nécessaire]. Sa carrière d'actrice commence en 2002, où elle apparaît dans plusieurs épisodes de diverses séries télévisées, d'abord sous le nom de Nichole Mercedes Robinson, puis sous celui de Nichole Robinson. En 2003 elle sort avec Trey Parker, mais la relation ne semble pas durer puisqu'ils ne feront seulement que deux apparitions ensembles. Elle change de nom pour celui de Nichole Galicia aux alentours de 2009 ensuite .
En 2012, elle joue dans Django Unchained de Quentin Tarantino où elle est Sheba, la préférée de Calvin Candie, interprété par Leonardo DiCaprio.

## Filmographie

### Cinéma
- 2003 : L'amour n'a pas de prix (Love Don't Cost a Thing) de Troy Beyer : Yvonne Freeman
- 2004 : Torque, la route s'enflamme de Joseph Kahn : Mikisha
- 2005 : Dirty de Chris Fisher : Boom Boom
- 2005 : The Marriage Counselor : Debra
- 2012 : Django Unchained de Quentin Tarantino : Sheba
- 2014 : Wish I Was Here : Juliet
- 2016 : Supermodel : Amanda
- 2019 : Once Upon a Time in Hollywood de Quentin Tarantino

### Télévision
- 2004-2006 : Huff : Pepper (8 épisodes)
- 2005 : Sex, Love and Secrets
- 2009 : Les Experts : Manhattan (CSI: NY) : Kara Garland (1 épisode)
- 2015 : Defiance : Kindzi (11 épisodes)
- 2017 : Le voyage surprise de Noël (Romance at reindeer lodge) (téléfilm) : Kayla
- 2018 : Baby-blues mortel (The Perfect One) de Nick Everhart : Roz
- 2021:  Mayor Of Kingstown (6 episodes):  Rebecca